# ICQ
ICQ — програма миттєвого обміну повідомленнями.
Назва «ICQ» фонетично співзвучна англійській фразі «I seek you» (я шукаю тебе, вимовляється ай-сік-ю́).
ICQ розроблена ізраїльською компанією Mirabilis. Перша версія програми вийшла в листопаді 1996 року. У червні 1998 року AOL придбала за $287 млн. активи Mirabilis, основним з яких був ICQ, але ця служба не стала рентабельною. У квітні 2010 року російський фонд Digital Sky Technologies (DST, пізніше перейменований на Mail.ru Group) купив сервіс ICQ у компанії AOL за $187,5 млн. Платформа перемикнулася на розвиток додатків для ПК, а також отримала вебклієнт, що працює в браузерах. Останню стабільну версію ICQ для ПК було випущено у квітні 2023 року.
У 2020 році Mail.ru Group, що володіє ICQ, ухвалила рішення випустити на основі месенджера нову програму ICQ New. Для широкої публіки оновлений месенджер був представлений 6 квітня 2020 року .
У 2023 році месенджер зник з каталогу додатків Google Play, причому в каталозі App Store була присутня як і оригінальна ICQ, так і її нова версія ICQ New. При цьому підтримка месенджера велася і версія ICQ 23.1.1 вийшла 21 березня 2023 року, а ICQ NEW місяцем пізніше 20 квітня 2023 року .
26 червня 2024 року VK припинили роботу месенджера ICQ на тлі популярності VK.Месенджер і VK.WorkSpace.
В комп'ютерному сленгу ICQ називали «а́ською».

## Огляд
ICQ є централізованою службою миттєвого обміну повідомленнями, що використовує протокол OSCAR. Користувач служби працює з програмою-клієнтом (т. зв. месенджер), запущеною на пристрої, який з'єднаний з мережею Інтернет. Месенджер підключається до сервера. Через сервер здійснюється пошук і зв'язок з іншими клієнтами, а обмін службовими даними, повідомленнями між користувачами може здійснюватися як через сервер, так і без його участі. Як і в більшості потужних мережевих систем, що обслуговують величезну кількість клієнтських запитів, цей сервер не єдиний і деякі з них є кластерами серверів.
Служба є комерційною, але її використання безкоштовне. Управляє службою ICQ Inc. З моменту створення служба належала її розробнику, компанії Mirabilis, в 1998 році вона була продана американській компанії AOL, а в квітні 2010 року — російському інвестиційному фонду Digital Sky Technologies (DST). Крім самого забезпечення функціонування служби, ICQ Inc. розробляє програми-клієнти і підтримує допоміжний вебпортал.
За роки існування ICQ випустила безліч клієнтів і зазнала безліч змін. За приблизними оцінками, службою активно користується близько 15 мільйонів осіб, а зареєстрованих облікових записів — близько 400 мільйонів. Деякі компанії в списках контактів на офіційних сайтах вказують номери UIN. ICQ часто використовується службами техпідтримки для миттєвої допомоги.

## Служба

### Обліковий запис
Для використання служби потрібно зареєструвати обліковий запис, що може бути зроблено через інтерфейс клієнта, а також інтернет-портал. Для ідентифікації користувачів служба використовує UIN (Universal Identification Number) — унікальний для кожного облікового запису номер, що складається з 5-9 арабських цифр. Цей номер присвоюється обліковому запису при первинній реєстрації користувача в системі, після чого, в парі з паролем, може використовуватися для аутентифікації у системі.
Підключення до служби одночасно з декількох хостів через один й той же обліковий запис, на відміну від, наприклад, XMPP, неможливе.
Для кожного облікового запису служба зберігає наступні дані:
- Нікнейм — коротке ім'я користувача, яке, на відміну від UIN, можна змінювати, і яке не є унікальним, тобто може збігатися у різних акаунтів;
- Адреса електронної пошти, що дає можливість відновлення доступу до облікового запису в разі втрати пароля, а також може використовуватися для входу в систему замість важкого для запам'ятовування UIN (раніше використовувався також під час пошуку);
- Публічну інформацію, введену користувачем, яка може включати ім'я, прізвище, список захоплень, географічне розташування, знання мов, текстовий опис і т. д.;
- Один аватар у форматі BMP, JPEG або GIF;
- Список контактів — набір UIN-номерів співрозмовників, що формується користувачем, до яких він зможе мати швидкий доступ і оглядати їх статус присутності через інтерфейс клієнта;
- Статус присутності;
- Додатковий інформаційний статус.

Історія повідомлень на серверах не зберігається, вона може зберігатися тільки локально програмою-клієнтом на пристрої користувача і бути доступною через її інтерфейс.
Ініціювати листування з іншим користувачем і додати його до списку контактів можна, знаючи його UIN. Своєю чергою, для пошуку користувачів в системі існує внутрішня функція пошуку, доступна через інтерфейс клієнта. Вона дозволяє отримувати списки користувачів, що задовольняють введеним в пошуковому запиті критеріями: збігу по нікнейму, а також додатковій інформації, введеній користувачем.
Аккаунт не може бути вилучений із системи, хоча така можливість існувала до 2002 року.

#### Статус присутності
З кожним обліковим записом асоційований статус присутності, що є індикатором того, під'єднаний користувач до мережі чи ні, і чи готовий він у цей момент відповідати на повідомлення. У списку контактів та у вікні діалогу показується також статус користувача. Основний статус користувача служить індикатором його присутності в системі та готовності відповідати на повідомлення (хоча останнім часом[коли?] кількість статусів різко зросла і перестала відповідати цим вимогам). Традиційно існує ряд основних статусів.
Якщо користувач взагалі відсутній в системі (не авторизований), то йому присвоюється статус «Не в мережі» або «Оффлайн» (Offline), якщо ж він у мережі (авторизований), то йому присвоюється статус «У мережі» або «Онлайн» (Online). Також існують кілька проміжних статусів:
- «Відійшов» (Away) — свідчить про те, що користувач протягом певного часу не виявляв активності (не рухав мишею і не натискав клавіш). Статус може ставитися і вручну, зазвичай ним сигналізують невеликий період відсутності за комп'ютером.
- «Недоступний» (N/A, Not Available) — говорить про те, що користувач отримав статус «Відійшов» і з цього моменту протягом певного часу продовжував перебувати в неактивному стані. Також може бути виставлений примусово і зазвичай ним сигналізують про довгострокову відсутність за комп'ютером (виняток: у ICQ 5.x цей статус виставляється автоматично при переході в повноекранний режим).

Як правило, автоперехід у ці статуси (Away і N/A) можна відключити в налаштуваннях клієнта.
Існують також статуси «Вільний для розмови» (Free for chat), «Не турбувати» (Do not disturb) і «Зайнятий» (Occupied). Починаючи з ICQ 4, їх не можна проставляти, але можна прочитувати в інших користувачів, які, наприклад, використовують ICQ 2003b або нижче, а також у багатьох альтернативних клієнтів. Проте, з приходом ICQ 6 повернулася можливість ставити статус Occupied, але при цьому втратилась можливість отримувати статус Free for chat. Також варто відзначити, що в ICQ 6 статуси Do not disturb і Occupied, встановлені в іншого користувача, сприймаються однаково, тобто як Occupied.[джерело?]
Крім цього, для облікового запису користувач може встановлювати особливий режим — «режим невидимості» (Invisible). У цьому режимі інші користувачі будуть отримувати для облікового запису статус присутності «Не в мережі», а знати про активний режим невидимості й отримувати актуальний статус присутності зможуть тільки користувачі, чиї облікові записи були внесені до списку видимості користувача.

#### Список контактів
Після успішної авторизації клієнт ICQ завантажує з сервера список контактів користувача. Контакти в списку можуть бути розділені на групи, імена і кількість яких змінюються користувачем.
При додаванні контакту може знадобитися авторизація — дозвіл бачити його статус присутності і відправляти йому файли. Для таких контактів формується запит на авторизацію, який доходить до користувача у вигляді системного повідомлення, на яке він може відповісти або згодою, або відмовою, за бажанням забезпечивши рішення текстовим коментарем.
Максимально можна мати 1000 контактів.[джерело?]

#### Приватні списки
Для забезпечення необхідного рівня конфіденційності в ICQ існує кілька списків, які виконують певні функції, до яких кожен користувач може заносити будь-які контакти без повідомлення останніх.
Існує три види списків:
- Список ігнорованих — від користувачів, які опинилися в цьому списку, не приходить жодних повідомлень, їм не показується ніякий статус користувача, що їх додав, окрім «Не в мережі». При додаванні в цей список користувач видаляється зі списку контактів, при видаленні — додається автоматично. Якщо контакт вимагає авторизації, то її доведеться запрошувати знову;
- Список видимості — користувачам з цього списку показується статус «Невидимий», якщо він обраний, за винятком опції «Невидимий для всіх», можливої в деяких альтернативних клієнтах (наприклад QIP, Miranda, RnQ та інші);
- Список невидимості — користувачам з цього списку завжди показується статус «Не в мережі», за винятком опції «Видимий для всіх», можливої в деяких альтернативних клієнтах.

Максимальна кількість контактів у кожному списку обмежена.

### Обмін повідомленнями
З кожним з контактів можна вести особисту переписку. Якщо відправник не відключив цю можливість, то, в залежності від клієнта, одержувач інформується про набір повідомлення, що створює ефект присутності відправника. Довжина повідомлення, що надсилається, обмежена. [уточнити]
У випадку відсутності адресата в мережі в момент відправлення повідомлень, вони будуть збережені службою і доставлені адресату, як тільки той підключиться до мережі.
Служба дозволяє використовувати в тексті повідомлень форматування, а саме: визначати гарнітуру, колір, накреслення і розмір шрифту фрагментів повідомлення, напрямок тексту, а також вставляти в повідомлення смайли.

### Відправка файлів
У ICQ реалізована передача файлів за технологією Peer-to-peer, тобто при безпосередньому інтернет-з'єднанні двох комп'ютерів, минаючи сервер. Передача файлів можлива тільки тоді, коли статус одержувача «У мережі». Подібний спосіб передачі файлів може бути небезпечний тим, що відправник дізнається IP одержувача (або навпаки) або відправить йому шкідливе програмне забезпечення. Починаючи ж з ICQ 5, з'явилася можливість передавати файли через сам сервер ICQ, який грає посередницьку роль. Це необхідно в тому випадку, якщо клієнт ICQ визначив, що P2P-з'єднання встановити неможливо (закриті порти в міжмережевих екранах, відсутність персонального зовнішнього IP та ін.)

## Сумісність
ICQ має обмежену сумісність зі службою миттєвих повідомлень AIM. Користувачі ICQ можуть додавати в свій список контактів користувачів служби AIM, і навпаки.

## Клієнт
Власниками служби з моменту її появи розробляється і надається користувачам безкоштовна комп'ютерна програма-клієнт.
У графічному інтерфейсі клієнта присутня банерна реклама, вихідний код програми закритий.
Спочатку програма для користування ICQ була створена компанією Mirabilis. Вона називалася ICQ, і таку ж назву (за винятком Compad) носили всі наступні офіційні клієнти.
Назва офіційного клієнта завжди починається з «ICQ» (окрім невдалого проєкту Compad). Пізні клієнти надають додаткові функції під загальною назвою ICQ Xtraz, такі як: ігри, відправлення SMS, IP-телефонія, відеоконференція, мультичат і багато інших.
Також існують локалізовані версії клієнтів, підтримку яких здійснюють локальні ІТ-компанії. Ці клієнти, зазвичай, мають відмінну від базового назву, до якої входить ім'я відповідної компанії. Компанія здебільшого надає актуальні для країни рекламні банери, дозволяє зв'язати обліковий запис служби зі своїми службами (зокрема, поштовою). 
Так, наприклад, ICQ Inc. спільно з українською компанією Bigmir створила кастомізований клієнт для України. Bigmir інтегрувала в ICQ окремі інтерактивні сервіси, які надаються для території України — прогноз погоди і сервіс безкоштовного відправлення SMS-повідомлень, а також додала україномовний інтерфейс.

## Умови використання
Листування в ICQ не є особистим (конфіденційним) у буквальному значенні цього слова, навіть попри те, що активних співбесідників, як правило, двоє. Відповідно до правил користування сервісом, всі права на передану в рамках сервісу інформацію передаються AOL Inc., у тому числі права на публікацію і поширення на свій розсуд. Факт використання сервісу означає прийняття користувачем цих умов.
З визнанням правил користування (acceptable use policy) користувач передає ICQ Inc. всі авторські права на дані, які він опублікував в рамках служби ICQ.
Правила користування від 7 червня 2000 ріку свідчать:

Ви погоджуєтесь, що, відправляючи будь-який матеріал чи інформацію через який-небудь ICQ сервіс, ви поступаєтеся авторськими і будь-яким іншими майновими правами на опублікований матеріал чи інформацію. Надалі ви погоджуєтесь, що ICQ Inc. має право використовувати опублікований матеріал чи інформацію в будь-якому вигляді і з будь-якою метою, включаючи, але не обмежуючись, його публікацію і розповсюдження.
Оригінальний текст (англ.)
You agree that by posting any material or information anywhere on the ICQ Services and Information you surrender your copyright and any other proprietary right in the posted material or information. You further agree that ICQ Inc. is entitled to use at its own discretion any of the posted material or information in any manner it deems fit, including, but not limited to, publishing the material or distributing it.

## Практика використання

### Клієнти сторонніх розробників
Крім офіційних клієнтів, що надаються компанією AOL і її партнерами, існує цілий ряд неофіційних клієнтів, створених сторонніми розробниками. Серед них є багатопротокольні і такі, що підтримують суто сервіс ICQ, клієнти для різних платформ, що виходять під вільними і власницькими ліцензіями.
Ці клієнти створювалися з використанням зворотної розробки протоколу OSCAR, тим самим порушуючи ICQ Terms of Services [Архівовано 12 липня 2011 у Wayback Machine.]. Специфікація протоколу OSCAR була відкрита тільки в 2008 році.
Такі клієнти, через особливості їхньої реалізації, як правило, надають користувачеві деякі можливості, які не можуть бути забезпечені наявними версіями клієнтів AOL. Серед таких можливостей можуть бути:
- Можливість використання сервісу на ширшому спектрі платформ — а саме, на тих платформах, для яких не випускаються версії офіційного клієнта або підтримка яких була припинена (наприклад, Windows Mobile);
- Менша вимогливість до апаратних ресурсів комп'ютера;
- Великі можливості в конфігурації поведінки програми, її графічного інтерфейсу, використання додаткових функцій (наприклад, перевірку на ігнор) тощо;
- Для клієнтів з відкритою моделлю розробки — можливість досліджувати і модифікувати початковий код програми;
- Для багатопротокольних клієнтів — можливість поєднати в одній програмі спілкування відразу по декількох різних протоколах.

З іншого боку, для них не доступні можливості ICQ Xtraz, що надає розважальні послуги.
Неофіційні клієнти також можуть підтримувати додаткову функціональність, пов'язану з реалізацією сервісу. Зокрема, можуть бути доступні наступні можливості:
- Відправлення тексту будь-якої довжини шляхом його розбивки на окремі повідомлення самим клієнтом;
- Заборона відправлення співрозмовнику повідомлень про набір повідомлення;
- Додавання до списку контактів користувача, що вимагає авторизації, без проходження такої;
- Шифрування переданих повідомлень, якщо обидва співрозмовники використовують сумісний клієнт.

#### Універсальні клієнти
- Miranda IM — багатопротокольний клієнт для Windows з відкритим вихідним кодом. Підтримка ICQ здійснюється за допомогою одного з доступних плагінів (можуть відрізнятися по функціональності), один з яких входить в стандартний дистрибутив програми. Належить до вільного програмного забезпечення і поширюється згідно з GNU General Public License.
- QIP Infium — багатопротокольний клієнт для Windows, створений розробниками QIP2005. Підтримує, крім ICQ, протоколи Mail.ru Agent, XMPP і ряд інших.
- Клієнти, що використовують вільну багатопротокольну бібліотеку libpurple для підтримки більше десятка різних протоколів, у тому числі і ICQ:
  - Pidgin — багатоплатформовий вільний клієнт на GTK2;
  - Adium — вільний клієнт для Mac OS X;
  - Proteus — вільний клієнт для Mac OS X;
  - Instantbird — крос-платформовий вільний клієнт, оснований на XULRunner;
- Empathy
- Kopete
- Trillian
- Meetro
- Centericq
- QutIM
- Naim
- Digsby

#### Альтернативні клієнти
- QIP 2005 — російський пропріетарний безкоштовний клієнт для Windows.
- & RQ і його форк і (R & Q та ін.)
- Licq
- StICQ
- iChat

#### Спеціалізовані клієнти
- Jimm і його модифікації — для мобільних телефонів і смартфонів.
- Wapalta — мобільний додаток, що має модуль ICQ. Призначено для мобільних телефонів з підтримкою Java MIDP 2.0.
- Pigeon! — Клієнт ICQ під Windows Mobile, пізніше була додана підтримка ряду інших сервісів.

#### Вебслужби
- Meebo — клієнт, реалізований у вигляді вебсервіса.
- Imo.im — альтернативний вебклієнт з шифруванням.

### Неправомірне використання
Сервіс ICQ також використовується для розсилки небажаної реклами. При реєстрації новому користувачеві привласнюється UIN, що є випадковим числом з певного діапазону, раніше номери реєструвалися в порядку зростання. Це сильно полегшує завдання складання списку наявних адресатів для спаму і зводить її до простого перебору заданого діапазону. Для багатьох клієнтів існують плагіни, що блокують повідомлення від ботів (т. зв. «Антиспам-боти», які ставлять питання, що вимагають осмислених відповідей) для відсіву автоматично розісланих повідомлень.
Існує практика крадіжки коротких і «красивих» номерів крекериами, які підбирають паролі, або використовують інші методи викрадення, наприклад, (віруси-трояни) для подальшого перепродажу чи вимагання грошей з колишнього господаря номери. На 2016-й рік на офіційному сайті ICQ можна зареєструвати дев'ятизначний номер ICQ, а шестизначні номери ICQ реєструвалися в 1996-1997 роках. Зараз такі номери можна купити в інтернет-магазинах, а їх ціна коливається від п'яти до декількох тисяч доларів, залежно від номера.

## Історія[9]
У 1996 році Арік Варді, Яйр Голдфінгер, Сефі Вігісер і Амнон Амір, старшокласники з Тель-Авіва (Ізраїль), заснували компанію Mirabilis і створили інтернет-пейджер ICQ.
Програмне забезпечення спочатку поширювалося безкоштовно (на відміну від конкурентів).
Число користувачів зростала лавиноподібно. Mirabilis пропонувала IM не лише приватним користувачам, але і корпоративним клієнтам.
У 1998 році компанія була викуплена американською корпорацією AOL за 289 млн доларів і була перетворена в частину відділення Time Warner — ICQ, Incorporated.
Microsoft робила спроби переманити користувачів ICQ:
- Намагалася спочатку розробити IM протокол, який був би привабливішим ICQ[10].
- Намагалася купити компанію, але отримала відмову.
- Намагалася зробити протоколи сумісними (щоб користувачі Windows Messenger могли спілкуватися з користувачами ICQ), але власник ICQ кожен раз міняв протокол.

У результаті Microsoft відмовилася від своїх планів.
У квітні 2010 року інвестиційний фонд Digital Sky Technologies (DST), співвласником якого є Алішер Усманов, уклав угоду з AOL про придбання сервісу миттєвих повідомлень ICQ за 187,5 млн доларів.

### Модифікації протоколу
З середини 2008 року до початку 2009 року служба виробляла технічні зміни в протоколі, фактичним наслідком яких ставали перебої в роботі неофіційних клієнтів. У цей же період компанія AOL в пресрелізах і на сайті служби розміщувала повідомлення, що рекомендують використовувати тільки офіційні, т. зв. авторизовані клієнти служби. Нижче наведена хронологія значущих подій.
- У липні 2008 року були зроблені зміни на серверах ICQ, внаслідок чого перестали працювати багато неофіційні клієнти. Вони отримали офіційне сповіщення від контакту «ICQ System».
- 9 грудня були проведені чергові зміни на серверах ICQ, після чого перестали працювати клієнти, що відсилають ідентифікатор, що не відповідає ICQ 5.1 і вище.
- 29 грудня пресслужба ICQ розповсюдила заяву, в якій назвала сторонні клієнти небезпечними.
- 22 січня 2009 року серверами стали блокуватися всі неофіційні клієнти для території країн СНД[12].

Користувачі з IP-адресами Росії і країн СНД отримують повідомлення від контакту з UIN 1:

Системне повідомлення: ICQ не підтримує використовувану вами версію. Завантажте безкоштовну авторизовану версію ICQ з офіційного web-сайту ICQ.
Оригінальний текст (англ.)

System Message : The version you are using is not supported by ICQ. Download a free authorized ICQ version from ICQ's official website.

На icq.com для російськомовних користувачів з'являється «важливе повідомлення для користувачів ICQ»: «ICQ здійснює підтримку тільки авторизованих версій програм: ICQ Lite і ICQ 6.5».
До 22 січня 2009 виправлені версії своїх альтернативних клієнтів випустили: QIP (всі версії, включаючи мобільні), Miranda.
3 лютого 2009 року повторилася ситуація 21 січня.

### Збої в роботі
У різний час ЗМІ повідомляли про збої в роботі сервісу, в результаті яких він на деякий час ставав недоступним для користувачів.

### Закриття
24 травня 2024 року VK оголосила про остаточне припинення підтримки і закриття месенджера з 26 червня того ж року.

## Проблеми безпеки
Після купівлі російською компанією популярність ICQ в Україні, США та ЄС різко пішла на спад і зараз майже не використовується. Причинами є побоювання контролю за повідомленнями з боку російської ФСБ.

### Атаки зломників
16 серпня 2010 року зловмисники за допомогою бота почали розсилати файл з вірусом, який змінює пароль від UIN'a і розсилає такий же вірус всьому контакт-листу.

## Бренд

Колишній логотип ICQ

ICQ і її логотип — досить відомий і впізнаваний бренд. Логотипом є стилізоване зображення квітки ромашки з диском жовтого кольору і вісьмома пелюстками, сім з яких пофарбовані в зелений колір, а один — у червоний.
Це зображення використовується не тільки як логотип служби, але і в інтерфейсі офіційного клієнта для візуалізації процесу підключення клієнта до сервера, а також як ідеограма статусів присутності.
Сама назва ICQ є англійським омофоном фрази «I seek you» (укр. я шукаю тебе).

### В Росії
Слово «аська», своєю чергою, є сленговою назвою будь-якого ICQ-клієнта, загальною назвою, а отже, пишеться з маленької літери (проте, в залежності від контексту, це слово може означати також аккаунт — «зареєструвати аську», або номер облікового запису — «шестизначна ася»).

### В Китаї
Станом на 29 січня 2010 року, ICQ в Китаї заблокована, однак користувачі можуть користуватися китайським аналогом — QQ.

## Перспективи
За даними Mail.ru Group щомісячна аудиторія ICQ у всьому світі з грудня 2009 року по грудень 2010 року скоротилася на 35 % (17,6 млн осіб) і склала 33,5 млн осіб. У Росії до грудня 2010 року аудиторія склала 16,4 млн осіб (скоротилася за рік на 9 %). На думку Mail.ru Group, таке падіння аудиторії пов'язано з посиленням боротьби зі спам-ботами, але інші представники IT-індустрії з цим не згодні. Старший менеджер з розвитку Comscore в Європі Оснат Зарецький і голова правління «Фінама» Владислав Кочетков вважають, що падіння аудиторії ICQ — частина загальносвітової тенденції. Чимраз більше користувачів інтернету воліють використовувати соціальні мережі як засіб комунікації.

### Завершення роботи
В кінці травня 2024 року пресслужба компанії повідомила про припинення роботи месенджера ICQ через місяць, тобто 26 червня 2024 року. Таке рішення пов'язане з переорієнтацією зусиль на розвиток власних месенджерів.

### Клієнти ICQ
- bigmir)net ICQ [Архівовано 13 червня 2010 у Wayback Machine.] — безкоштовний клієнт від bigmir)net. Закритий у зв'язку з розривом партнерських відносин, ресурс рекомендує користуватися офіційним клієнтом.
- QIP [Архівовано 26 вересня 2018 у Wayback Machine.] — безкоштовний російський клієнт із закритим вихідним кодом.
- Miranda — Клієнт для MS Windows. Підтримує ICQ, AIM, IRC, Jabber, MSN Messenger. Безкоштовний, підтримує велику кількість плаґінів. Вихідний код відкритий. Відрізняється від схожих програм відсутністю реклами.
- Fire [Архівовано 9 листопада 2006 у Wayback Machine.] — клієнт для MacOS X, безкоштовний, з відкритим кодом.
- Trillian — підтримує ICQ (а також AIM, IRC, MSN, Yahoo). Є платна, та безкоштовна версії.
- &RQ — безкоштовний ICQ клієнт з відкритим кодом для Windows.
- mChat — безкоштовний ICQ клієнт для кишенькових комп'ютерів, створений під Microsoft .NET Compact Framework. Підтримує ICQ, Jabber та роботу плаґінів.
- centericq [Архівовано 5 лютого 2006 у Wayback Machine.] — безкоштовний текстовий ICQ-клієнт для Windows и Linux.
- Jimm [Архівовано 5 грудня 2006 у Wayback Machine.] — безкоштовний J2ME ICQ клієнт з відкритим кодом для мобільних телефонів.
- Kopete — безкоштовний клієнт для ОС Linux.